# Jack Powers
Jack Powers, ou John Power (1827 - 26 octobre 1860 à Calabasas, dans le Territoire de l'Arizona), est un bandit irlando-américain du sud et du centre de la Californie à l'époque de la ruée vers l'or.

## Biographie
Dans les années 1850, les vols et les meurtres commis par lui et sa bande firent de la partie d'El Camino Real, la route historique des missions espagnoles de Californie, située entre San Luis Obispo et Santa Barbara la route la plus dangereuse de Californie. Sa bande avait la petite ville de Santa Barbara presque entièrement sous son contrôle. Il fut finalement chassé de la ville mais seulement après avoir résisté au shérif et à un détachement de 200 hommes. Il s'enfuit au Mexique et s'installa dans un ranch à Sonora.
Il fut tué peu de temps après, pendant une rixe au sujet d'une femme, et son corps fut jeté en pâture à des porcs par ses meurtriers.